# Pokal evropskih prvakov 1962-63
Pokal evropskih prvakov 1962-63 je bila šesta sezona evropskega klubskega košarkarskega tekmovanja danes znanega kot Evroliga.

## Prvi predkrog
| Prvo moštvo           | Skup. Rez. | Drugo moštvo          | 1. tekma | 2. tekma |
| --------------------- | ---------- | --------------------- | -------- | -------- |
| Landlust Amsterdam    | 124 - 166  | Wisla Krakow          | 67-76    | 57-90    |
| Darüssafaka Istanbul  | 147 - 149  | Budapest Honvéd       | 67-76    | 80-73    |
| ASK Vorwärts Halle    | 91 - 152   | CSKA Moscow           | 51-82    | 40-70    |
| Celtic Belfast        | 75 - 216   | Alsace Bagnolet       | 44-101   | 31-115   |
| Maccabi Tel Aviv      | 118 - 131  | AŠK Olimpija          | 46-60    | 72-71    |
| Stade Francais Geneva | 104 - 133  | Alemannia Aachen      | 45-60    | 59-73    |
| Alliance Casablanca   | 60 - 110*  | Simmenthal Milano     | 60-110   | -        |
| Benfica Lisbon        | 108 - 207  | Real Madrid           | 61-97    | 47-110   |
| Söder Stockholm       | 125 - 145  | Kisa-Toverit Helsinki | 59-73    | 66-72    |
| Antwerp BC            | 131 - 169  | Spartak Brno          | 74-81    | 57-88    |
| SISU Copenhagen       | 98 - 134   | Etzella Ettelbruck    | 55-72    | 43-62    |

- *Odločilna je bila edina tekma, ki je potekala v Casablanci.

## Prvi krog
| Prvo moštvo           | Skup. Rez. | Drugo moštvo      | 1. tekma | 2. tekma |
| --------------------- | ---------- | ----------------- | -------- | -------- |
| Levski Sofia          | 104 - 177  | CSKA Moscow       | 55-83    | 49-94    |
| Budapest Honvéd       | 137 - 126  | Steaua Bucureşti  | 74-73    | 63-53    |
| Alsace Bagnolet       | 174 - 189  | AŠK Olimpija      | 80-61    | 94-128   |
| Alemannia Aachen      | 120 - 145  | Simmenthal Milano | 67-69    | 53-76    |
| Panathinaikos Athens  | 133 - 187  | Real Madrid       | 73-97    | 60-90    |
| Kisa-Toverit Helsinki | 142 - 172  | Spartak Brno      | 83-87    | 59-85    |
| Etzella Ettelbruck    | 105 - 198  | Wisla Krakow      | 52-83    | 53-115   |

## Četrtfinale
| Prvo moštvo     | Skup. Rez. | Drugo moštvo      | 1. tekma | 2. tekma |
| --------------- | ---------- | ----------------- | -------- | -------- |
| AŠK Olimpija    | 158 - 162  | Spartak Brno      | 86-83    | 72-79    |
| Budapest Honvéd | 170 - 170* | Real Madrid       | 101-96   | 69-74    |
| Dinamo Tbilisi  | 139 - 138  | Simmenthal Milano | 65-70    | 74-68    |
| Wisla Krakow    | 122 - 152  | CSKA Moscow       | 75-72    | 47-80    |

- *Madrid je zmagal na tretji odločilni tekmi 77-65, ki je bila odigrana zaradi izenačenosti po dveh tekmah.

## Polfinale
| Prvo moštvo    | Skup. Rez. | Drugo moštvo | 1. tekma | 2. tekma |
| -------------- | ---------- | ------------ | -------- | -------- |
| Spartak Brno   | 146 - 150  | Real Madrid  | 79-60    | 67-90    |
| Dinamo Tbilisi | 137 - 155  | CSKA Moscow  | 59-76    | 78-79    |

## Finale
Prva tekma: 23. julij 1963

Druga tekma: 31. julij 1963
| Prvo moštvo | Skup. Rez. | Drugo moštvo | 1. tekma | 2. tekma |
| ----------- | ---------- | ------------ | -------- | -------- |
| Real Madrid | 160 - 160* | CSKA Moscow  | 86-69    | 74-91    |

- *Zaradi izenačenja po dveh tekmah, je bila odigrana še tretja finalna tekma.

### Ponovljeni finale
1. avgust 1963, Moskva, Sovjetska zveza
| Prvo moštvo | Rez.    | Drugo moštvo |
| ----------- | ------- | ------------ |
| CSKA Moscow | 99 - 80 | Real Madrid  |